# Hans Oellacher
Hans Oellacher (* 18. Mai 1889 in Salzburg; † 15. Mai 1949 in Wien) war ein österreichischer Klassischer Philologe.

## Leben
Hans Oellacher studierte nach der 1909 bestandenen Reifeprüfung und dem Militärdienst ab 1910 Klassische Philologie, Alte Geschichte und Archäologie an der Universität Wien, wo ihn besonders Hans von Arnim prägte. Im Herbst 1914 wurde er zum Ersten Weltkrieg eingezogen. Während eines Urlaubs 1916 erreichte er in Wien seine Promotion zum Dr. phil. Nach seiner Rückkehr aus dem Krieg legte er im Sommer 1919 das Lehramtsexamen in den Fächern Griechisch, Latein und Deutsch ab. Seine erste Arbeitsstelle erhielt er im Herbst 1919 am Bundesgymnasium in Salzburg, wo er 1921 zum wirklichen Gymnasiallehrer ernannt wurde.
Neben seiner Tätigkeit am Gymnasium führte Oellacher seine Forschungsarbeit weiter. Im Winter 1929/1930 nahm er Urlaub, um die Papyri in der Erzherzog-Rainer-Sammlung zu studieren. Mit einem Auszug seiner Arbeiten habilitierte er sich 1936 an der Universität Innsbruck. Nach dem Habilitationskolloquium bei Albin Lesky erhielt Oellacher im Sommer 1937 die venia legendi für Klassische Philologie. Im Wintersemester 1937/1938 hielt er seine erste Vorlesung, die zugleich seine letzte an der Universität war: Nach dem 1938 erfolgten Anschluss Österreichs an das Deutsche Reich wurde er aus dem Schuldienst und an der Universität entlassen. Von 1940 bis 1945 arbeitete Oellacher als wissenschaftlicher Mitarbeiter am Thesaurus Linguae Latinae in München.
Nach Kriegsende arbeitete Oellacher erneut am Bundesgymnasium zu Salzburg und hielt als Lehrbeauftragter griechische Sprachkurse an der Universität Salzburg ab. 1947 wechselte er als außerordentlicher Professor an die Universität Wien, wo er im Mai 1948 zum Ordinarius ernannt wurde. Am 15. Mai 1949, wenige Tage vor seinem 60. Geburtstag, starb er überraschend.
Im Jahr 1954 wurde in Wien-Floridsdorf (21. Bezirk) der Oellacherweg nach ihm benannt.